# Гомори, Ральф
Ральф Эдуард Гомори (англ. Ralph Edward Gomory; род. 7 мая 1929, Бруклин Хайтс, Нью-Йорк) — американский математик и менеджер. Гомори работал в должности исследователя в компании IBM, а затем стал её руководителем. Его вклад позволил открыть новые области прикладной математики.
Завершив корпоративную карьеру, Ральф Гомори стал президентом Фонда Альфреда П. Слоана, где он руководил программами, направленными на усовершенствование понимания общественности в трех ключевых областях: экономическом значении науки и исследований; последствии глобализации для Соединённых Штатов и роли технологии в образовании.
Гомори много писал о природе развития технологий, конкурентоспособности промышленности, моделях международной торговли и функциях корпораций в современном мире.

## Биография
Ральф Гомори родился 7 мая 1929 года в семье Эндрю Л. Гомори и Мариан Шелленберг. Он окончил George School в Ньютауне (штат Пенсильвания) в 1946 году, затем получил степень бакалавра искусств в Уильямс-колледже в 1950. Гомори проходил обучение в Кембриджском университете, получил докторскую степень по математике в Принстонском университете в 1954 году.
Служил в военно-морских силах США с 1954 по 1957 годы. Во время её прохождения Гомори, будучи специалистом прикладной математики, сконцентрировался на исследовании операций. Среди результатов его исследований выделяется вклад в области целочисленного программирования, активной области исследований по сей день. Он был доцентом в Принстонском университете в 1957—1959 годах. Он стал членом исследовательского отдела компании IBM в 1959 году. В 1964 году стал сотрудником IBM, а в 1970 году — ответственным за отдел исследований компании и директором. За время его пребывания в должности, исследователи IBM внесли большой вклад в исследовании устройств памяти (Деннард Скаллинг), сделали возможными значительные достижения в устройствах хранения данных с высокой плотностью и разработали современные методы обработки кремния. Они также изобрели реляционную базу данных (Эдгар Кодд) и архитектуру процессоров RISC. Исследователи, работавшие под руководством Ральфа Гомори, также дважды подряд становились лауреатами Нобелевские премии по физике, и именно в исследовательском центре IBM Бенуа Мандельброт создал широко распространенную концепцию фракталов. В течение следующих 20 лет Гомори продолжал занимать руководящую должность и в итоге стал старшим вице-президентом IBM в сфере науки и техники.
После достижения пенсионного возраста (60 лет для корпоративных сотрудников в IBM), Гомори стал президентом Фонда Альфреда П. Слоана (в 1989 году).
Во время его пребывания на посту президента он руководил финансированием исследований во многих областях, входящих в главные национальные интересы. Работа фонда в области онлайн-обучения предшествовала общедоступному Интернету; а его постоянная поддержка привела к тому, что почти семь миллионов человек проходили дистанционное обучение в кредит (по состоянию на 2012 год). Фонд запустил широко распространенную в настоящее время программу отраслевых исследований и запустил программу, пропагандирующую более гибкое рабочее место. Он разработал подход к преодолению проблемы недооценённых кандидатов наук в области науки и техники. Фонд оказывал поддержку Слоановскому цифровому небесному обзору, которое внесло значительный вклад в проблему темной энергии и инициировало всемирные усилия по исследованию жизни в океанах, известной как «Перепись населения океана» . Под руководством Гомори Фонд Альфреда П. Слоана также поддерживал программы по общественному пониманию науки и развитию профессиональных магистров естественных наук, предназначенные для того, чтобы студенты могли проходить углубленную подготовку в области естественных наук или математики, одновременно развивая навыки на рабочем месте.
В декабре 2007 года, спустя 18 лет руководством Фонда Слоана, Гомори стал почетным президентом и стал работником Стернской школы бизнеса в Нью-Йоркском университете в качестве профессора исследований. В настоящее время он сосредотачивает свою работу на решении растущих сложностей глобализированной экономики и различных целей стран и компаний. Его книга 2001 года, написанная в соавторстве с профессором Уильямом Бомолом, фокусируется на роли и обязанностях американских корпораций в современной американской экономике.
С 1984 по 1992 год он работал в Совете советников в сфере науки и технологий при президенте США, а также с 2001 по 2009 годы.
Он также занимал должность директора The Washington Post Company и The Bank of New York и в настоящее время в состав Совета Национальной академии по науке, технологиям и экономической политике.
В настоящее время Гомори ведет блог в The Huffington Post а его работа была представлена в The Nation и The Wall Street Journal.

## Награды и признание
Гомори был удостоен восьми почетных степеней и многих значимых наград, включая Национальную научную медаль США.
Награды:
- приз Фредерика Ланчестера, 1963
- Мемориальная премия Гарри Гуда, 1984
- Теоретическая премия фон Неймана, 1984
- Медаль IRI, 1985
- Национальная научная медаль США, 1988[19]
- Награда IEEE за техническое лидерство, 1988[20]
- Награда Arthur M. Bueche, 1993
- Heinz Award[англ.], 1998
- Медаль Джеймса Мэдисона, 1999
- Премия Sheffield Fellowship Йельского университета, 2000
- Зал славы IFORS, 2005
- Премия Гарольда Ларндера, 2006[4]
- Премия Вэнивара Буша (2021)

Гомори был избран членом многих почётных обществ, включая Национальную академию наук и Американское философское общество. Кроме того, три награды были учреждены в честь Гомори. Награда Национальной академии наук в области промышленного применения науки, учрежденная IBM, приз Ральфа Гомори на конференции по истории бизнеса, учрежденная Фондом Слоана, а также награда Ральфа Э. Гомори за качественное онлайн-образование.

## Публикации
Помимо изданной книги, Гомори опубликовал более 80 статей по самым разнообразным предметам, включая математику, экономику, управление и влияние науки и техники, а также роль и функции корпораций.